# Sideroxylon puberulum
Sideroxylon puberulum är en tvåhjärtbladig växtart som beskrevs av A.Dc. Sideroxylon puberulum ingår i släktet Sideroxylon och familjen Sapotaceae.
Artens utbredningsområde är Mauritius. Inga underarter finns listade i Catalogue of Life.